# Ханфман, Янник
Янник Ханфман (нем. Yannick Hanfmann; род. 13 ноября 1991, Карлсруэ, Германия) — немецкий теннисист. Победитель восьми турниров ATP Challenger (6 — в одиночном разряде).

## Общая информация
Отец — Стефан (по профессии врач); мать — Карин (учительница); сестра — Ини.
Начал играть в теннис в пять лет вместе с родителями. Любимый турнир — Мюнхен. Кумирами в мире тенниса в детстве были Роджер Федерер и Хуан Карлос Ферреро, а в целом в мире спорта баскетболист Коби Брайант.
У Янника нарушение слуха на оба уха.

## Спортивная карьера
Первые игры на взрослом уровне на турнирах серии «фьючерс» в основной сетке провёл в 2008 году. Однако первые победы на «фьючерсах» Ханфман одержал лишь через пять лет: в 2013 году первый взрослый титул в парном разряде, а в 2014 году первый в одиночном.
Первый турнир в Мировом туре Ганфман сыграл в мае 2017 года, когда смог пройти через квалификацию на турнир в Мюнхене. Он смог выиграть у Геральда Мельцера и Томаса Беллуччи, пройдя в четвертьфинал, в котором проиграл Роберто Баутисте. Затем в Казахстане Ганфман сыграл первый финал в серии «челленджер». Эти результаты позволили немецкому теннисисту впервые подняться в топ-200. В июле Ганфман неожиданно смог выйти в финал турнира уже в основном туре. Начав соревнование в Гштаде с квалификации, он смог обыграть Факундо Багниса, защищающего здесь титул Фелисиано Лопеса, Жуана Соузу и прошлогоднего финалиста Робина Хасе, затратив в каждом матче на свои победы все три сета. В дебютном титульном матче основного тура он проиграл Фабио Фоньини со счётом 4-6, 5-7. После этого в сентябре он получил свой единственный вызов в сборную Германии на матч Кубка Дэвиса и сыграл один матч, который проиграл.
В апреле 2018 года Ганфман выиграл два парных «челленджера» в команде с Кевином Кравицем. В июне он выиграл «челленджер» уже в одиночном разряде на соревнованиях в Казахстане. В июле после победы на «челленджере» в Германии Ганфман дебютировал в топ-100 мирового рейтинга. На Открытом чемпионате США в 2018 году состоялся дебют в основной сетке турниров серии Большого шлема, где он в первом раунде проиграл Филиппу Кольшрайберу.

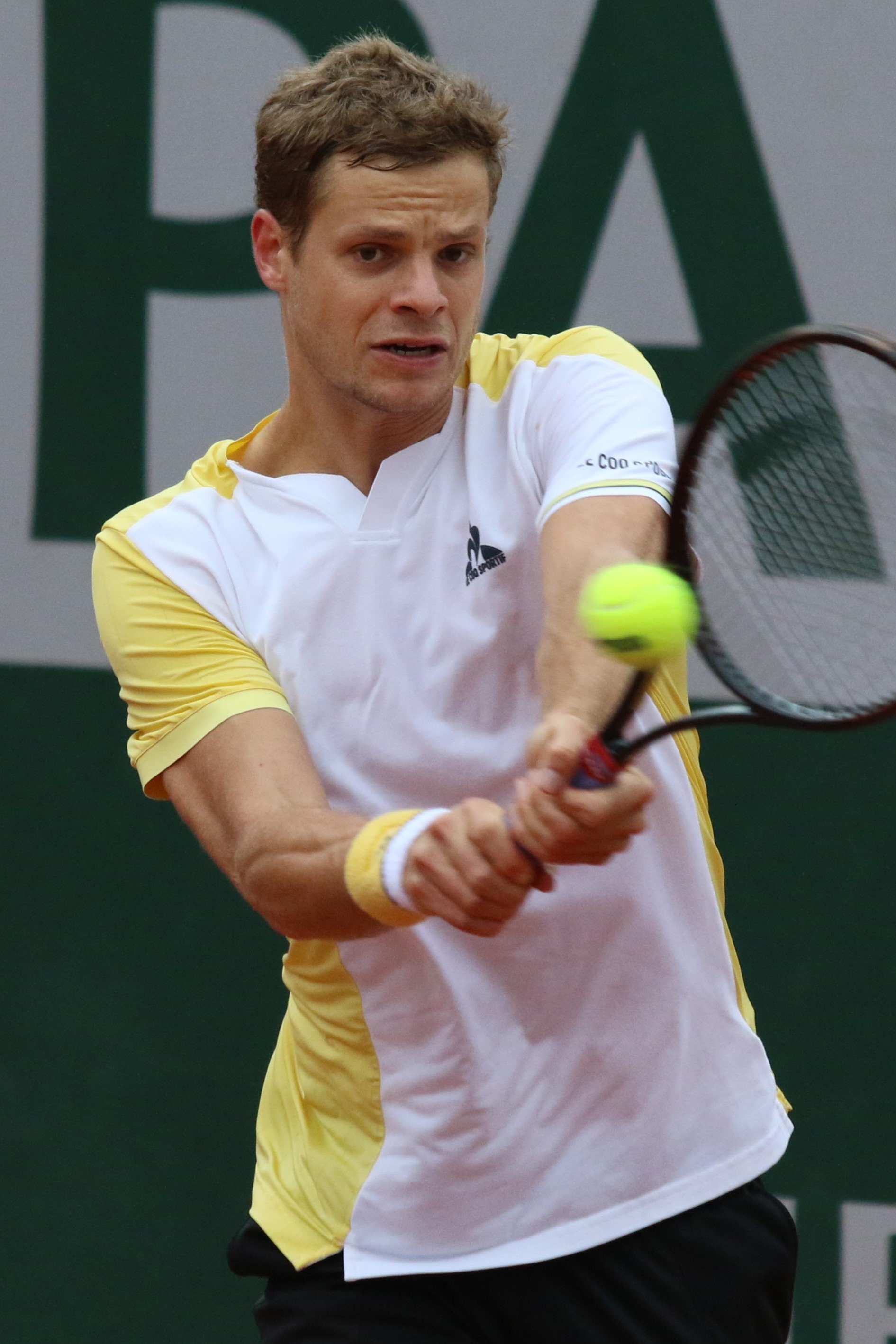
2023 год

В 2019 году Ханфман прошёл три раунда квалификации, чтобы впервые сыграть на Ролан Гаррос. В первом же раунде он сыграл против рекордсмена этого турнира — Рафаэля Надаля и уступил ему в трёх сетах. Летом Янник смог победить на двух «челленджерах» в Германии. В 2020 году до перерыва Ганфман отметился финалом на одном «челленджере» в Австралии. После перерыва в сезоне в августе на первом для себя «челленджере» в Италии смог победить. В сентябре на турнире в Кицбюэле удалось выиграть шесть матчей подряд с учётом квалификации и неожиданно выйти во второй финал основного тура в своей карьере. Титульный матч Ганфман проиграл Миомиру Кецмановичу — 4-6, 4-6. На следующем турнире в Гамбурге Янник впервые в карьере смог обыграть теннисиста из топ-10, пройдя в первом раунде № 9 в мире на тот момент Гаэля Монфиса (6-4, 6-3). Ему удалось закрепиться на время в топ-100.
В 2021 году Ганфман впервые сыграл в основной сетке всех четырёх Больших шлемов в одном сезоне, однако неизменно проигрывал на них стартовый матч. В мае он поднялся на самое высокое место в рейтинге за карьеру — 92-е. В июле смог доиграть до полуфинала турнира в Бостаде. В 2022 году на Открытом чемпионате Австралии в первом раунде был обыгран Танаси Коккинакис и, таким образом, Ганфман впервые выиграл в основе Большого шлема. Во втором раунде он попал на Рафаэля Надаля и проиграл в трёх сетах. В феврале он добыл выход в 1/4 финала на турнире в Сантьяго. В июле получилось выйти в полуфинал турнира в Кицбюэле.
В 2023 году через квалификацию Ханфман попал на Открытый чемпионат Австралии, где в первом раунде провёл пятисетовый матч, проиграв его Ринки Хидзикате из Австралии. В начале марта, также в качестве квалификанта, сумел выйти в четвертьфинал турнира в Сантьяго. В апреле дошёл до полуфинала турнира ATP 250 в Хьюстоне, где проиграл Томасу Мартину Этчеверри. На турнире серии Masters в Мадриде во втором круге обыграл 18-ю ракетку мира Лоренцо Музетти, но в третьем круге проиграл Даниэлю Альтмайеру. В мае на турнире серии Masters в Риме Ханфман, будучи 101-й ракеткой мира, сенсационно дошёл до полуфинала. По ходу турнира Янник обыграл 9-ю ракетку мира Тейлора Фрица и 6-ю ракетку мира Андрея Рублёва. В полуфинале Ханфман проиграл Даниилу Медведеву 2-6 2-6. 
На Открытом чемпионате Франции 2023 года прошёл в основную сетку как лаки-лузер и в первом круге в пяти сетах обыграл бразильца Тьяго Монтейро. Во втором круге Ханфман проиграл в трёх сетах Франсиско Серундоло. В конце июня на турнире ATP 250 на траве на Мальорке обыграл пятую ракетку мира Стефаноса Циципаса и затем дошёл до полуфинала, где уступил ветерану Адриану Маннарино. 3 июля поднялся на высшее в карьере 45-е место в рейтинге. На Уимблдоне в первом круге Ханфман проиграл девятой ракетке мира Тейлору Фрицу в 5 сетах — 4-6 6-2 6-4 5-7 3-6.

## Рейтинг на конец года
| Год  | Одиночный рейтинг | Парный рейтинг |
| ---- | ----------------- | -------------- |
| 2023 | 51                | 877            |
| 2022 | 128               | 563            |
| 2021 | 126               | 289            |
| 2020 | 99                | 886            |
| 2019 | 172               |                |
| 2018 | 152               | 251            |
| 2017 | 119               | 534            |
| 2016 | 315               | 798            |
| 2015 | 660               | 1069           |
| 2014 | 853               |                |
| 2013 | 1225              | 1112           |
| 2012 | 1580              |                |
| 2011 | 1236              |                |
| 2010 | 928               |                |
| 2009 | 1180              |                |
| 2008 | 1408              |                |

## Выступления на турнирах

### Финалы турнировATPв одиночном разряде (2)

#### Поражения (2)
| Легенда                    |
| -------------------------- |
| Турниры Большого шлема (0) |
| Итоговый турнир ATP (0)    |
| ATP Мастерс 1000 (0)       |
| АТР 500 (0)                |
| АТР 250 (0)                |

| №  | Дата             | Турнир            | Покрытие | Соперник в финале | Счёт    |
| 1. | 30 июля 2017     | Гштад, Швейцария  | Грунт    | Фабио Фоньини     | 4-6 5-7 |
| 2. | 13 сентября 2020 | Кицбюэль, Австрия | Грунт    | Миомир Кецманович | 4-6 4-6 |

### Финалы челленджеров и фьючерсов в одиночном разряде (17)

#### Победы (11)
| Условные обозначения |
| Челленджеры (6+2)*   |
| Фьючерсы (5+2)       |

| Титулы по покрытиям | Титулы по месту проведения матчей турнира |
| ------------------- | ----------------------------------------- |
| Хард (1+2)*         | Зал (1)                                   |
| Грунт (9+2)         | Зал (1)                                   |
| Трава (0)           | Открытый воздух (10+4)                    |
| Ковёр (1)           | Открытый воздух (10+4)                    |

* количество побед в одиночном разряде + количество побед в парном разряде.
| №   | Дата            | Турнир                         | Покрытие    | Соперник в финале       | Счёт           |
| 1.  | 17 августа 2014 | Карлсруэ, Германия             | Грунт       | Ян Хоинский             | 7-5 6-1        |
| 2.  | 16 августа 2015 | Фридберг, Германия             | Грунт       | Гэвин ван Пеперзил      | 6-2 6-2        |
| 3.  | 17 января 2016  | Лонг-Бич, США                  | Хард        | Майкл Ммо               | 6-4 6-0        |
| 4.  | 17 июля 2016    | Крамзах, Австрия               | Грунт       | Стефанос Циципас        | 6-4 6-4        |
| 5.  | 24 июля 2016    | Кассель, Германия              | Грунт       | Юлиан Ленц              | 7-6(5) 6-1     |
| 6.  | 22 октября 2017 | Исманинг, Германия             | Ковёр (зал) | Лоренцо Сонего          | 6-4 3-6 7-5    |
| 7.  | 10 июня 2018    | Шымкент, Казахстан             | Грунт       | Роберто Сид Суберви     | 7-6(3) 4-6 6-2 |
| 8.  | 15 июля 2018    | Брауншвейг, Германия           | Грунт       | Йозеф Ковалик           | 6-2 3-6 6-3    |
| 9.  | 7 июля 2019     | Людвигсхафен-ам-Райн, Германия | Грунт       | Филип Хорански          | 6-3 6-1        |
| 10. | 11 августа 2019 | Аугсбург, Германия             | Грунт       | Эмиль Руусувуори        | 2-6 6-4 7-5    |
| 11. | 23 августа 2020 | Тоди, Италия                   | Грунт       | Бернабе Сапата Миральес | 6-3 6-3        |

#### Поражения (6)
| №  | Дата            | Турнир                   | Покрытие | Соперник в финале | Счёт           |
| 1. | 10 июля 2016    | Тельфс, Австрия          | Грунт    | Гонсалу Оливейра  | 6-7(4) 6-3 1-6 |
| 2. | 14 августа 2016 | Больцано, Италия         | Грунт    | Йереми Ян         | 3-6 2-6        |
| 3. | 21 августа 2016 | Карлсруэ, Германия       | Грунт    | Марк Хинер        | 6-2 1-6 3-6    |
| 4. | 28 мая 2017     | Шымкент, Казахстан       | Грунт    | Ричардас Беранкис | 3-6 2-6        |
| 5. | 2 февраля 2020  | Берни, Австралия         | Хард     | Таро Даниэль      | 2-6 2-6        |
| 6. | 16 октября 2022 | Рио-де-Жанейро, Бразилия | Грунт    | Марко Чеккинато   | 6-4 4-6 3-6    |

### Финалы челленджеров и фьючерсов в парном разряде (5)

#### Победы (4)
| №  | Дата           | Турнир                    | Покрытие | Партнёр       | Соперники в финале                    | Счёт                 |
| 1. | 16 июня 2013   | Плая-дель-Кармен, Мексика | Хард     | Йонас Лютьен  | Алехандро Морено Фигероа Жозе Перейра | 6-7(2) 7-6(3) [10-8] |
| 2. | 8 января 2017  | Лос-Анджелес, США         | Хард     | Роберто Кирос | Люк Бэмбридж Джо Солсбери             | 3-6 6-4 [10-8]       |
| 3. | 8 апреля 2018  | Панама, Панама            | Грунт    | Кевин Кравиц  | Роберто Кирос Натан Паша              | 7-6(4) 6-4           |
| 4. | 15 апреля 2018 | Мехико, Мексика           | Грунт    | Кевин Кравиц  | Люк Бэмбридж Джонни О'Мара            | 6-2 7-6(3)           |

#### Поражения (1)
| №  | Дата             | Турнир         | Покрытие   | Партнёр      | Соперники в финале           | Счёт     |
| 1. | 20 сентября 2015 | Мюлуз, Франция | Хард (зал) | Мориц Бауман | Сандер Арендс Адам Майхрович | Без игры |